# (541007) 2017 XJ59
(541007) 2017 XJ59 es un asteroide perteneciente al cinturón de asteroides descubierto el 13 de enero de 2008 por el equipo del Spacewatch desde el Observatorio Nacional de Kitt Peak, Arizona, Estados Unidos.

## Designación y nombre
Designado provisionalmente como 2017 XJ59.

## Características orbitales
2017 XJ59 está situado a una distancia media del Sol de 3,045 ua, pudiendo alejarse hasta 3,161 ua y acercarse hasta 2,930 ua. Su excentricidad es 0,037 y la inclinación orbital 8,511 grados. Emplea 1941,56 días en completar una órbita alrededor del Sol.

## Características físicas
La magnitud absoluta de 2017 XJ59 es 16,6. 